# Павлик Юрій Олександрович
Юрій Олександрович Павлик (нар. 15 лютого 1994, Кременчук, Полтавська область, Україна) — український футболіст, півзахисник литовського клубу «Банга».

## Життєпис
Вихованець клубної системи «Кременя». Перший професіональний контракт підписав з ФК «Ворскла» в липні 2012 року, де виступав за дублюючий склад. 24 квітня 2014 року, Юрій дебютував в елітному дивізіоні, взявши участь в гостьовому поєдинку полтавців проти маріупольського «Іллічівця», де замінив в кінцівці поєдинку одноклубника Адиса Яховича.
У лютому 2015 року підписав контракт з «Кременем». У футболці кременчуцького клубу зіграв 13 матчів у Другій лізі чемпіонату України. Проте вже в кінці лютого наступного року перейшов у «Гірник».
У середині липня 2016 року підписав контракт з «Гірник-Спортом»
З середини липня 2018 року виступав за «Кремінь», але під час зимової перерви сезону 2018/19 років залишив розташування команди. Першу половину 2019 року провів у Польщі, де зіграв 15 матчів за нижчоліговий клуб «Радуня» (Стенжиця). В липні 2019 року повернувся до «Кременя». Зіграв 19 матчів та відзначився 3-а голами, а в лютому 2020 року залишив розташування кременчуцького клубу.
У 2020 році переїхав до Литви, де підписав контракт з «Бангою».